# Aesopus eurytoideus
Aesopus eurytoideus är en snäckart som först beskrevs av Carpenter 1864.  Aesopus eurytoideus ingår i släktet Aesopus och familjen Columbellidae. Inga underarter finns listade i Catalogue of Life.